# Attentato di Petit-Clamart
L'attentato di Petit-Clamart fu un attentato alla vita del presidente francese Charles de Gaulle. Avvenne la sera del 22 agosto 1962 a Petit-Clamart, un quartiere di Clamart, a sud di Parigi. De Gaulle rimase illeso. Il capo degli assassini, il tenente colonnello Jean Bastien-Thiry, fu catturato, condannato a morte e giustiziato. Bastien-Thiry, come molti ufficiali militari francesi, si oppose categoricamente all'indipendenza algerina e disapprovò il riconoscimento della sovranità algerina da parte di de Gaulle il 13 marzo 1962.
L'assassinio costituì la base per il romanzo Il giorno dello sciacallo di Frederick Forsyth e il suo adattamento cinematografico del 1973.

## Contesto
Il contesto storico è la separazione dell'Algeria dallo Stato francese. Il paese era stato una colonia di insediamento nel 1848 e in seguito divenne un dipartimento. Dopo la seconda guerra mondiale, iniziò un periodo di decolonizzazione in tutto il mondo. A causa dell'elevato numero di coloni francesi, vi fu una considerevole resistenza alla separazione dalla madrepatria. Durante la guerra d'Algeria (1954-1962), la Francia cadde in una crisi politica e finanziaria, soprattutto perché aveva appena perso la guerra d'Indocina (1946-1954). Charles de Gaulle tornò al potere nel 1958 dopo dodici anni di assenza. Contrariamente a molte speranze, tenne negoziati con i leader del Fronte di Liberazione Nazionale (FLN). Nell'inverno del 1960/61, fu fondata l'Organisation armée secrète (OAS) per mantenere l'Algeria sotto la Francia e per affossare i negoziati con attacchi terroristici. Un tentativo di colpo di stato dell'OAS ad Algeri nell'aprile del 1961 fallì; de Gaulle sfuggì per un pelo a un attentato dell'OAS nel settembre 1961 noto come l'attentato di Pont-sur-Seine a Pont-sur-Seine. Dopo gli accordi di Évian del 18 marzo 1962, circa 960.000 cosiddetti Pieds-noirs (Piedi Neri in francese) lasciarono l'Algeria e cercarono di costruirsi una nuova vita in Francia.

## Fatti

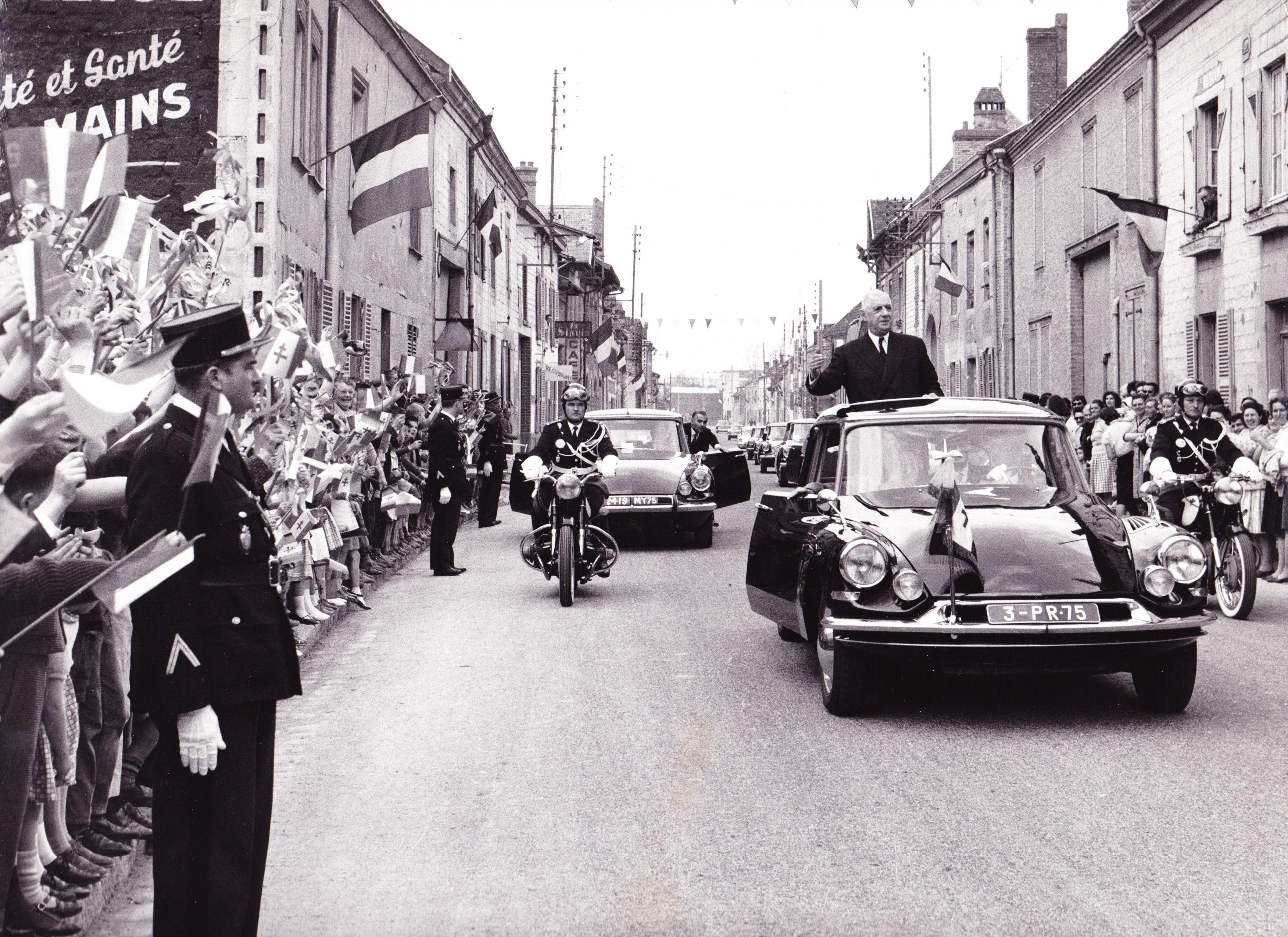
De Gaulle dentro la sua limousine presidenziale Citroën DS, il cui tetto poteva anche essere aperto (1963)

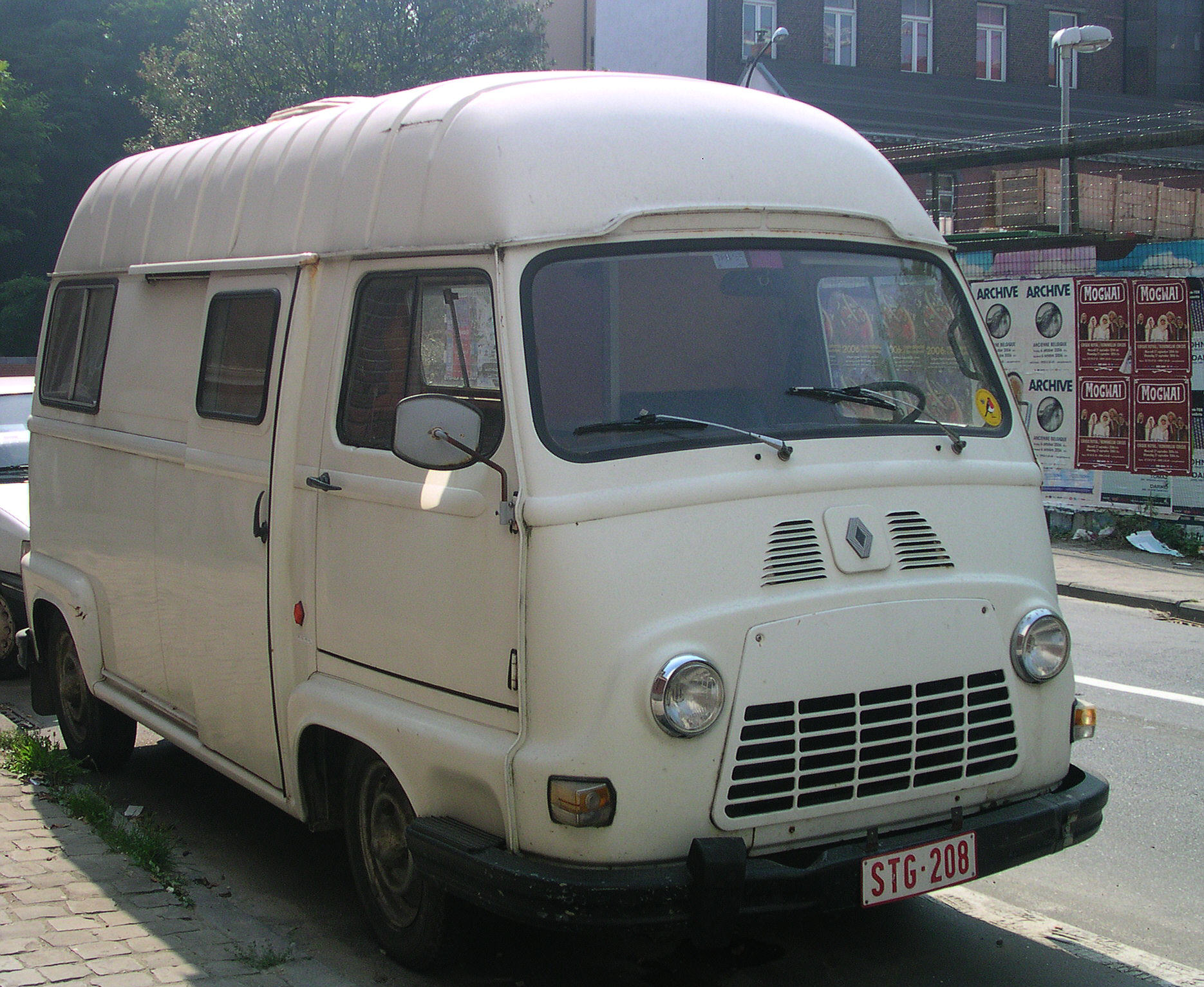
Renault Estafette

L'attentato fu compiuto da una dozzina di uomini, per lo più di formazione militare. Il suo nome in codice era Operazione Charlotte Corday, in riferimento all'assassinio di Jean-Paul Marat da parte di Charlotte Corday nel 1793.
Gli uomini coinvolti attendevano in agguato de Gaulle. Verso le 19:30, de Gaulle lasciò l'Eliseo a bordo di un convoglio composto da due motociclette e due limousine Citroën DS non blindate. Era a bordo del secondo veicolo con la moglie Yvonne, il genero colonnello Alain de Boissieu e l'agente di polizia Francis Marroux che era alla guida del mezzo. Il convoglio era diretto all'aeroporto di Villacoublay a Vélizy-Villacoublay, circa 20 chilometri a sud-ovest. Un elicottero lo attendeva per trasportare il Presidente alla sua residenza di campagna a Colombey-les-Deux-Églises.
Verso le 20:20, il convoglio presidenziale fu assalito da un gruppo di sicari armati di armi automatiche ed esplosivi sulla Route nationale 306. Cinque uomini a bordo di un furgone Renault Estafette giallo attendevano l'ordine di aprire il fuoco dal loro capo, che li aveva fatto segno con un giornale. Furono sparati più di 150 proiettili; in seguito furono contati 14 fori di proiettile nel veicolo. Nonostante la rottura degli pneumatici anteriori, Marroux mantenne il controllo del veicolo a sospensione idropneumatica e raggiunse l'aeroporto. Giunto a destinazione, de Gaulle commentò l'accaduto con le parole: "Questa volta, ci siamo andati vicino".